# Theophilus Evans
Theophilus Evans, född i februari 1693, död 11 september 1767), var en walesisk präst och historiker.
Evans kom från Cardiganshire och tjänstgjorde där och i Brecknockshire. Han är mest känd för sitt verk  Drych y Prif Oesoedd (Speglngar från det tidiga seklerna), 1716, där han med litterär talang, men i avsaknad av kritisk metod (blandar historia och legender), försöker bevisa den brittiska kristenhetens självständiga ursprung.

## Verk
- Drych y Prif Oesoedd (1716)
- A History of Modern Enthusiasm (1752)